# Documentos TV
Documentos TV es un programa de televisión del área de Informativos No Diarios de los Servicios Informativos de TVE, que se emite en TVE2 . Estrenado el 29 de abril de 1986 su contenido se basa en documentales y reportajes de actualidad de temática variada. Se trata de uno de los programas más premiados de la corporación pública habiendo obtenido premios como los Ondas (1989), los Sundance (1998 y 2007), Emmy (1994, 1995, 1997, 1998, 2005, 2006 y 2010) u Óscar (1993 y 1998).

## Formato
Con una duración de 60 minutos el programa comienza con una introducción que contextualiza el documental en emisión y tras el mismo, un avance del siguiente programa. La selección del programa incluye temas de actualidad desarrollados en profundidad e incluyen temas históricos, sociales, políticos, educativos, tecnológicos o familiares. Los espacios son adquiridos en el extranjero a diferentes televisiones y productoras. También a lo largo de la temporada se emiten programas realizados por TVE o de diferentes productoras españolas mediante el sistema de producción delegada.

## Historia

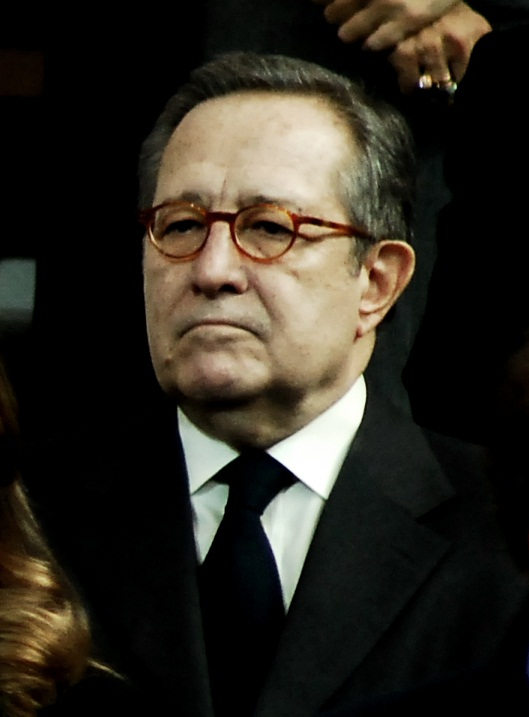
Pedro Erquicia, histórico director y presentador de Documentos TV (1990-2008).

Creado por Miguel Veyrat Documentos TV comenzó sus emisiones el 29 de abril de 1986 con un programa coproducido entre la BBC y TVE sobre el rey Juan Carlos I.
El programa fue dirigido y presentado por Pedro Erquicia entre 1990 y 2008, año en el que por cumplir 65 años, se jubila de la emisora pública.
Desde 2008 a 2021 el director del programa es Manuel Sánchez Pereira, anteriormente director del programa Informe semanal en La 1 de Televisión Española —desde 1994 a 1996 y director adjunto del mismo entre 2004 y 2008—, momento a partir del cual el espacio prescinde de la figura de un presentador. La locución desde 2011 a 2012 corresponde a Diego Arizpeleta.
Desde 2021 la directora es Pilar Requena.

## Dirección
- Miguel Veyrat (1986-1990)
- Pedro Erquicia (1990-2008)
- Manuel Sánchez Pereira (2008-2021)
- Pilar Requena (2021-presente)

## Premios
Esta es la relación de reportajes premiados emitidos en el programa:
1987
- Lorca: Memorias de un poeta. Seleccionado para representar a España en el Festival de Televisión "Prix Futura de Berlín" de 1987.
- Chile, ¿hasta cuándo?. Nominado para el Oscar al Mejor Documental de 1987.
- Apartheid: Personas clasificadas. Gran Premio del Público del Festival de Belfort de 1987.

1988
- Gran Premio Nanouk del Balance del Film Etnográfico, París 1988.
- Premio del Jurado del Festival Internacional de Cine de Mujeres de Créteil de 1988.
- Yoyes. Premio Ondas Internacional en 1988.
- Los siete últimos meses de Anna Frank. Premio Emmy al Mejor Documental en 1988.

1989
- Afghantsi: Los veteranos rusos de Afganistán. Ninfa de Oro del Festival de Televisión de Montecarlo de 1989.
- El poder de la no violencia. Premio Internacional a la Televisión Educativa en 1989, Japón.
- Van Gogh, un genio en el mercado. Primer Premio del Jurado del Festival de Nyon de 1989.
- "Yoyes. Ninfa de Plata del Festival de Montecarlo de 1989.

1990
- La ciudad negra con una casa blanca. Ninfa de Oro del Festival de Televisión de Montecarlo de 1990.
- Danza de la esperanza. Premio Tiempo de Historia del Festival de Valladolid de 1990.

1991
- Ahogados en sangre. Ninfa de Oro del Festival de TV de Montecarlo de 1991.
- Un año en la vida del crimen. Premio Cine Golden Eagle y Golden Apple en el National Educational Film and Video Festival.
- El caso 112. Premio Ondas del Jurado 1991 y nominado a los Premios Emmy 1991.
- Ángel ha desaparecido. Premio Crítica Internacional al Mejor Programa de Actualidad categoría Magazine, en el Festival de Televisión de Montecarlo de 1991.
- La arquitectura del nazismo. Premio Tiempo de Historia del Festival de Valladolid de 1991.

1992
- La historia de María. Galardonado en el Festival de Róterdam, en el Festival Nuevo Cine Latinoamericano de Cuba, en el Festival de Cine de San Antonio, en el Festival de Documentales de Leningrado y en el Festival de Artes Cinematográficas de San Francisco.
- Haití, la muerte de un sueño. Premio al Mejor Documental en el Festival de La Habana de 1992 y Premio al Mejor Documental en el Festival de San Juan de Puerto Rico de 1992.
- Protocolo para morir. Premio Silver Hugo en 1992 en el 28.º Festival Internacional de Chicago.
- Engaño mortal. Oscar en 1992 al Mejor Documental Corto.

1993
- Palestina: historia de una tierra. Premio Especial del Jurado del FIPA de 1993.
- Niños esclavos. Premio Banff (Canadá) al Mejor Documental Político y Social y nominación a los Premios Emmy de 1993.
- Chorus Gay, Premio Ondas Internacional en 1993.
- Todos somos vecinos. Premio Emmy Internacional en 1993 al Mejor Documental.
- Defendiendo nuestra vidas. Oscar en 1993 al Mejor Documental Corto.
- Leni Riefenstahl: el poder de las imágenes. Premio Emmy Internacional en 1993.

1994
- Estados Unidos de las armas. Premio Actual Internacional de 1994.
- Protocolo para morir. Premio Adolph Grimme en 1994.

1995
- México-Chiapas, el dolor de un sueño. Premio FIPA en 1995 al Mejor Documental de Creación.
- La huella de la tortura. Premio Amnistía Internacional en 1995 al Mejor Documental y Premio de la Real Sociedad de Televisión al Mejor Documental de Actualidad.

1996
- Experimentum Crucis. Fipa de plata en 1996.

1997
- Nuremberg. Premio Emmy en 1997 en la categoría de Programas Históricos.

1998
- Por esos ojos: la historia de Mariana. Premio Coral en el 19.º Festival de Cine Latinoamericano de La Habana y Medalla de Bronce en el 38.º Festival Internacional de Montecarlo en la categoría Documentales de Creación.
- El largo camino a casa. Oscar al Mejor Documental en 1998.
- La virilidad en peligro. Emmy al Mejor documental.
- Amor en tiempo de guerra. Premio Ejército en 1998.
- Vacas locas, vacas sagradas. Grand Prix des Independents Rencontres Media Nord Sud en 1998.
- La columna Chamanov. Fipa de Oro en 1998 del Festival Internacional de Programas Audiovisuales de Biarritz.
- Odio entre vecinos. Premio Italia en 1998.
- Ir a la moda: ¿a qué precio?. Premio Banff Rockie en 1998 (Canadá) al Mejor Programa Informativo.
- La granja. Gran Premio del Jurado del Festival de Cine de Sundance en 1998 y nominación al Oscar al Mejor Documental en 1998.

1999
- O mía o de nadie. Premio la Mujer en la Unión Europea otorgado por la Red Europea de Mujeres Periodistas.
- Fronteras. Premio Los Charales al Mejor Documental en el Festival Internacional de Cine de Ajijic y Premio Discovery en la competición Medianet del 24.º Festival Internacional del Film de Múnich.
- El factor oculto. Primer Premio del Certamen de la Agencia Europea del Medio Ambiente en 1999.

2000
- El negocio de los secuestros. Mejor Programa de Información en el Festival de Television de Banff (Canadá).
- Kurdos, el viaje de Vina. Fipa de Plata 2000 del Festival Internacional de Programas Audiovisuales de Biarritz en la categoría de Grandes Reportajes.
- O mía o de nadie. Premio de la no violencia contra las mujeres del Instituto de la Mujer.
- El viaje de Ibrahima. Premio Actual 2000 de la Corporación Catalana de Radio y Televisión y Mención Honorífica IMSERSO.
- Through a blue lens. Premio Japón 2000.

2001
- Kursk. Ninfa de Oro del 41 Festival de Montecarlo 2001
- Marea Blanca. Premio Reina Sofía de los Medios de Comunicación Audiovisual contra las drogas, undécima edición, Fundación CREFAT.
- Los secretos del clima. Noguera de Plata del I Certamen de video El Hombre y el Medio Ambiente organizado por el departamento de Medio Ambiente del Gobierno de Aragón.
- Into the arms of strangers, stories of the Kindertransport. Oscar al Mejor Documental Largo.
- Big Mama. Oscar al Mejor Documental Corto.

2002
- El bebé de Alison. Premio Especial Prix Italia.
- Gran Sol, al final de la marea. Premiado en la XXI Semana Internacional del Cine Naval y del Mar de Cartagena.

2003
- La huella de la cocaína. Mención de Honor en la categoría Medios de Comunicación Social en los Premios Reina Sofía contra las drogas 2003 de CREFAT.
- Los indeseables. Primer Premio en la categoría documental largo en el Festival de Barents TV en Pitea (Suecia).
- And along came a spider. Mención Honorífica en Ho Docs en el Festival Internacional de Documentales de Canadá en 2003.

2004
- Holy Water Gate. Golden Eagle Award for Investigative Journalism.
- El camino de Moisés. Mención Especial del Jurado de Series del Festival Documenta Madrid 2004.
- ¿Hay alguien ahí fuera?. Accésit Premios IMSERSO Infanta Cristina 2004 a Medios de Comunicación modalidad Televisión.
- In the name of God. Premio Emmy en la categoría de mejor Documental y Ninfa de Oro al mejor Documental en el Festival de Televisión de Montecarlo en 2004.

2005
- Holy Water Gate. Mejor Documental en el Festival de Cine de Rhode Island.

2006
- Private Warriors. Emmy al Periodismo de Investigación de Formato Largo.
- Before flying back to the earth. Primer Premio, Ex Aequo, del Jurado del Festival Documenta Madrid.
- Infancia Rota. Premio Derechos Humanios del Consejo General de la Abogacía y Globo de Plata en el World Media Festival Global Competition for Modern Media de 2006.
- Fugitivas de la violencia. Mención Especial 2.º Premio de Periodismo 8 de Marzo de la Comunidad de Madrid.
- A través del cristal. Premio Reina Sofía contra las drogas.

2007
- La última foto. Mejor Documental en el Festival de Programas de Televisión Mediamix en Albena (Bulgaria) y Globo de Plata Intermedia en la categoría de Noticias en el Worldmedia Festival 2007 de Hamburgo (Alemania).
- Infancia rota. Medalla de Bronce al Mejor Reportaje de Investigación en el Festival Internacional de Programas de Televisión y Promociones de Nueva York.
- Enemigos de la felicidad. Premio del Jurado en el Festival de Cine de Sundance, Lobo de Plata en el Festival de Cine Documental de Ámsterdam y Premio Néstor Almendros en el Festival Internacional de Cine Human Rights Watch.

2008
- Tapólogo. Premio del Público en el Tri-Continental Festival, a la mejor película de Sudáfrica y galardón al mejor Documental Nacional en el Festival Miradas doc, de Guía de Isora (Tenerife).

2009
- Superdotados. Premio del Público al Mejor Documental para Televisión en el Festival de Cine de Málaga.

2010
- Made in Los Angeles. Emmy al Mejor Documental.
- Septiembre del 75. galardonado en la Semana Internacional de cine de Valladolid.

2013
- Mamá, duérmete que yo vigilo. Premio Carmen Goes de Periodismo.
- Las caras de la maternidad. Premio Alares 2013.

2014
- El sexo sentido. Premio FanCineGay 2014 y Premio Triángulo 2014.
- Ojo con tus datos. Premio Protección de Datos 2014.

2015
- El sexo sentido. Premio Pluma 2015.